# Cyborg (seriefigur)
Cyborg är en fiktiv figur, en superhjälte som förekommer i serietidningar publicerade av DC Comics. Figuren skapades av författaren Marv Wolfman och tecknaren George Pérez, och gjorde sin stora debut i DC Comics Presents #26 (1980). Cyborg är kanske mest känd som en medlem i Teen Titans. I september 2011 blev dock Cyborg etablerad som en av grundarna av Justice League, som en del av DC:s The New 52.

## Fiktiv biografi
Victor Stone är son till Silas och Elinore Stone, ett par forskare som bestämmer sig för att använda honom som en försöksperson för olika projekt i intelligensförbättring. Av den anledningen har Victor haft en svår barndom. Han börjar i tonåren att trotsa sina föräldrar. Han får fel sorts vänner och hamnar vid ett tillfälle i ett gatugäng.
När han besöker sina föräldrar på arbetet på S.T.A.R. Labs går ett experiment i dimensionella resor fruktansvärt fel när ett stort gelatinmonster kommer igenom en experimentell portal och dödar Elinore. Varelsen vänder sig sedan mot Victor och stympar honom allvarligt innan Silas lyckas fördriva den tillbaka genom portalen. För att rädda sin son reparerar Silas Victors kropp med robotdelar.
När Victor vaknar blir han först chockad över vad som har hänt med hans kropp och ansikte. Först efter en terapi återfår han sitt förtroende.
Victor blir så småningom en medlem i Teen Titans, och har hållit ihop med dem sedan dess. Med deras vänskap återfår han en stor del av det förlorade mänskliga förtroendet, och de fungerar som en slags ny familj för honom. Cyborg utvecklar en relation med Sarah Simms, som ofta hjälper gruppen.
Efter en flygkrasch råkar Cyborg ut för en allvarlig hjärnskada. Hans hjärna blir så småningom återställd av en främmande ras som kallas Technis. I gengäld lär han dem om mänskligheten. Han tar sig namnet Cyberion och börjar gradvis bli mindre mänsklig till fysiken.
När Cyberion återvänder till jorden är hans gamla personlighet nästan försvunnen, men inte hans önskan om sällskap. Han kidnappar några Titans och sänder dem in i en virtuell värld, som enligt honom är den idylliska världen. Titans räddas senare av Justice League. Efter många försök lyckas Changeling, Raven och Omen återställa Victors ursprungliga medvetande.
Cyborg är för närvarande mentor för en ny grupp av Teen Titans.

## Krafter och förmågor
Stora delar av Victors kropp har ersatts av avancerade mekaniska delar, vilket ger honom övermänsklig styrka, snabbhet, uthållighet och flygförmåga. Hans mekaniskt förstärkta kropp, som till stor del är metallisk, är mycket mer hållbar än en normal människas kropp.
Cyborg har ett flertal funktioner i sin kropp, vilket inkluderar ett elektroniskt "öga" som replikerar hans syn, men till en övermänsklig nivå. Hans mekaniska delar innehåller ett brett utbud av verktyg och vapen, till exempel en änterhake och en fingermonterad laser.
Förutom sina mekaniska förbättringar har Stone en "exceptionellt begåvad" nivå av intelligens.

## Andra versioner
- I handlingen av Flashpoint är tidslinjen kraftigt förändrad. I denna alternativa version är Cyborg USA:s största superhjälte (en övertagen roll som innehas av Stålmannen i DC:s standardtidslinje).
- I berättelsen Titans Tomorrow är en futuristisk version av Victor Stone, som kallas Cyborg 2.0, medlem i Titans East. Han visar sig ha liknande plätering som den animerade Cyborg från Teen Titans TV-serie.
- En alternativ version av Cyborg visas som en del av Justice League från Earth-23 i DC Multiverse.

## I andra medier
Cyborg har varit med i de animerade TV-serierna Teen Titans och Teen Titans Go!